# Joseph Sugar Baly
Pour les articles homonymes, voir Baly.
Joseph Sugar Baly est un médecin et un entomologiste britannique, né en 1816 à Warwick et mort le 25 mars 1890 dans cette même ville.
C’est un spécialiste des coléoptères phytophages. Sa collection est conservée au British Museum. Il fait paraître en 1858 un Catalogue of the Hispidae in the Collection of the British Museum.

## Source
- Anthony Musgrave (1932). Bibliography of Australian Entomology, 1775-1930, with biographical notes on authors and collectors, Royal Zoological Society of New South Wales (Sydney) : viii + 380.